# Fejes Rudolf Anzelm
Fejes Rudolf Anzelm (1971. augusztus 31. –) premontrei szerzetes, a Szent István vértanúról nevezett Váradhegyfoki Prépostság apátja, prépost-prelátusa, a magyar premontrei cirkária apátja.
Az idős és beteg Budai Mártontól, aki Gerinczy Pál apát halála (1965) óta a premontrei rend vikáriusaként szolgált, Hermenegild Noyens generális apát 1998. január 1-én megvonta a rendfőnöki mandátumot, s az apátság vezetésével Fejes Rudolf Anzelmet bízta meg. A román állam az apátságot elismerte, de a Szentszék és Románia között 1928-ban létrejött konkordátumra hivatkozva nem ismerte el a külföldről kinevezett rendfőnököt. Azért, hogy a váradhegyfoki apátság az állam felé is elfogadható rendfőnököt kapjon, a választás érvényességéhez szükséges minimális számú rendtaggal rendelkező konvent tagjai 1999. március 26-án Nagyváradon összejöttek, és rendfőnökké választották Fejes R. Anzelmet.
Pappá szentelését 1996. április 21-én Tempfli József nagyváradi püspök végezte. A váradhegyfoki apátságot a generális káptalanokon a csornai apát és a gödöllői kormányzó perjel képviselték; a generális apát választása (1996) volt az első alkalom, amelyen Fejes R. Anzelm személyesen részt vett.
Az apát ma is küzd a prépostság elkobzott birtokainak visszaszolgáltatásáért. Az egykori híres nagyváradi premontrei gimnázium egyelőre nem alakult újjá. (Itt tanított például Juhász Gyula.) Az egykori gimnázium épületében jelenleg a Mihai Eminescu Főgimnázium működik, de a rend a restitúcios törvény alapján visszaköveteli, s már készen állnak felújításának tervei.